# Équipe du Queensland de cricket
Les Queensland Bulls sont l'équipe de cricket de l'État australien du Queensland.

## Palmarès
- Pura Cup (6) : 1994-95, 1996-97, 1999-00, 2000-01, 2001-02, 2005-06.

## Joueurs célèbres
- Allan Border
- Ian Botham
- Matthew Hayden
- Ray Lindwall
- Viv Richards
- Andrew Symonds